# 富岡村 (千葉県)
富岡村（とみおかむら）は、千葉県君津郡（望陀郡）にかつて存在した村である。現在の木更津市の東部、袖ケ浦市の南部に位置している。

## 沿革
- 1889年（明治22年）4月1日 - 町村制施行により、田川村、佐野村、下郡村、根岸村、上根岸村（現木更津市）、大竹村、下根岸村、上宮田村、下宮田村、玉野村、吉野田村、安部村、堂谷村、打越村、滝ノ口村が合併し、望陀郡富岡村が発足。
- 1897年（明治30年）4月1日 - 望陀郡が統合されて君津郡となる。
- 1912年（大正元年）12月28日 - 千葉県営鉄道久留里線の木更津駅 - 久留里駅間が開業。
- 1923年（大正12年）9月1日 - 久留里線が国有化。
- 1937年（昭和12年）4月20日 - 久留里線に下郡駅が開業。ただし、所在地は君津郡小櫃村であった。
- 1955年（昭和30年）3月31日 - 以下の再編により富岡村廃止。
  - 南部（田川、佐野、下郡、根岸、上根岸）が馬来田村と合併して富来田町を新設。
  - 北部（大竹、下根岸、上宮田、下宮田、玉野、吉野田、安部、堂谷、打越、滝ノ口）が平川町に編入。

## 交通

### 鉄道
- 国鉄（現JR東日本）
  - 久留里線：村域内を通過しているが、駅は存在しなかった。

村域の地名を名乗る下郡駅が存在するが、所在地は君津郡小櫃村（現君津市）であった。

### 道路
- 久留里街道（本村廃止後、1982年4月1日から久留里馬来田バイパスの開通まで国道410号に指定されていた）

## 出身・ゆかりのある人物
- 広部周助（経済学者、京都帝国大学法科大学助教授）